# Dendrochilum magaense
Dendrochilum magaense là một loài thực vật có hoa trong họ Lan. Loài này được J.J.Wood mô tả khoa học đầu tiên năm 1994.